# Herb Gostynina
Herb Gostynina – jeden z symboli miasta Gostynin w postaci herbu. Wizerunek herbu pochodzi z XV wieku. Obecna wersja została ustanowiona 23 marca 1984.

## Wygląd i symbolika
Herb przedstawia na błękitnej tarczy herbowej srebrne, ceglane, blankowane mury miejskie posiadające otwartą bramę. Nad murami wznoszą się trzy srebrne, ceglane, blankowane wieże. Symbolika herbu nawiązuje do zamku gostynińskiego. Natomiast otwarta brama ma nawiązywać do gościnności miasta (od słowa gościnność według części źródeł wywodzi się jego nazwa).